# Emporion-Maler

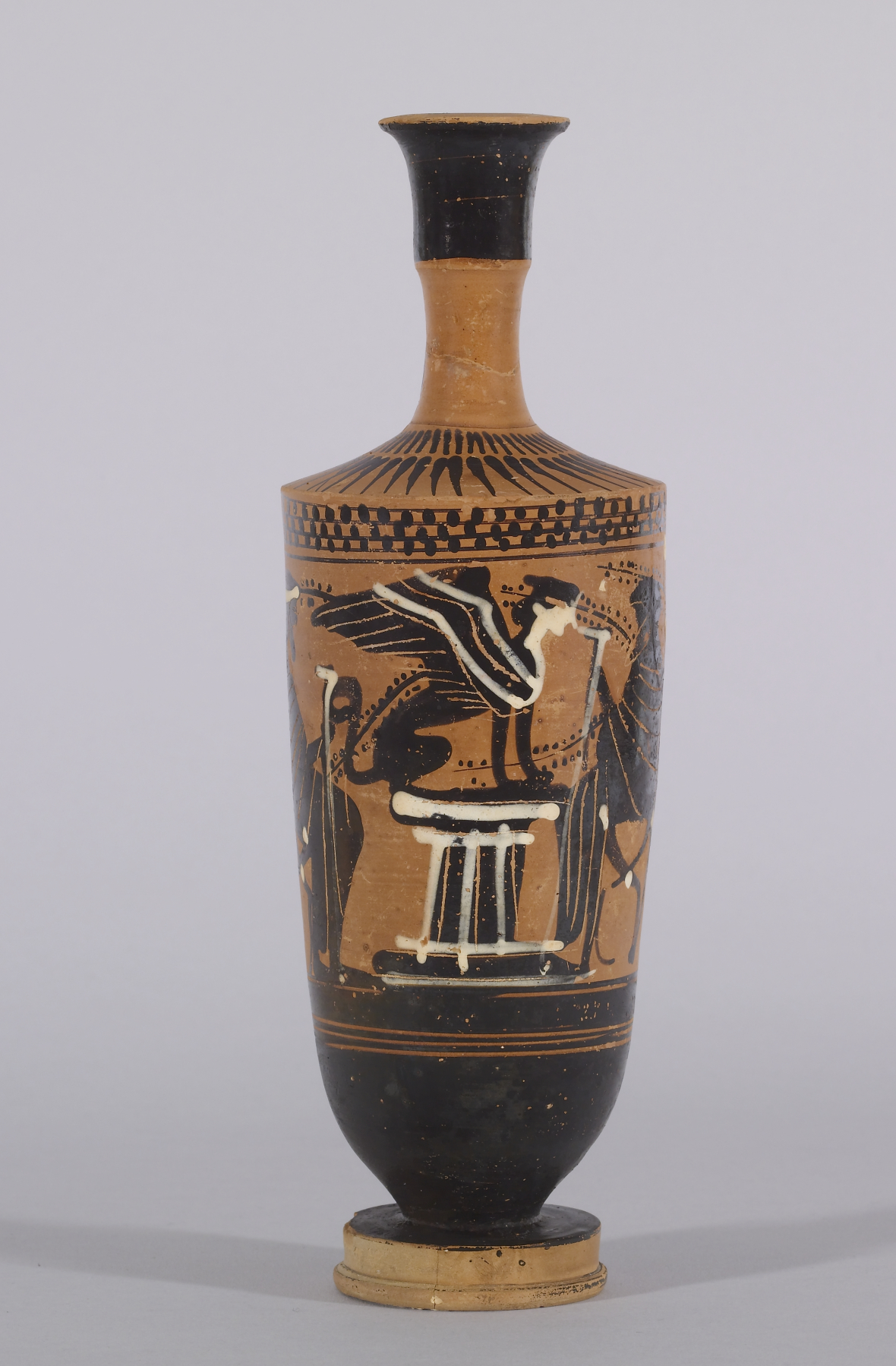
Lekythos des Emporion-Malers

Als Emporion-Maler wird ein attischer Vasenmaler bezeichnet, der im attisch-schwarzfigurigen Stil im frühen 5. Jahrhundert v. Chr. tätig war.
Der Emporion-Maler wurde nach der griechischen Niederlassung Emporion (heute Empúries/Ampurias) in Spanien benannt, wo mehrere seiner Vasen gefunden wurden. Er war vor allem auf Lekythen und Alabastra spezialisiert. Mehr als 120 solcher Gefäße konnten seiner Hand zugewiesen werden. In seinem Werk halten sich Alltagsszenen und mythologische Darstellungen in etwa die Waage. Benennbare Mythen mit einer erkennbaren Handlung, wie die Taten des Herakles oder Episoden aus dem Trojanischen Krieg, sind eher selten, dagegen erscheinen häufig Nike, Eros, Sphingen, Sirenen oder Motive aus dem dionysischen Kreis. In den Alltagsszenen überwiegen Darstellungen aus dem Lebensbereich der Frauen, Werbungsszenen, Tänze und Barbaren. Motive, die auf aristokratische Ideale verweisen, wie Symposion, Jagd, Athleten, Wagen, Reiter und Krieger fehlen. Anders als die meisten Vasenmaler des spätschwarzfigurigen Stils zeigt der Emporion-Maler somit nur ein beschränktes Spektrum an Bildthemen, deren Komposition außerdem zumeist nicht narrativ ist. Einige seiner Motive teilt der Emporion-Maler mit dem Sappho-Maler, zu dem er enge stilistische Bezüge aufweist, durch das Fehlen von Wagendarstellungen in seinem Werk ist er aber deutlich von diesem abgesetzt. Darüber hinaus zeigt er einige Gemeinsamkeiten mit verschiedenen anderen spätschwarzfigurigen Vasenmalern und lässt auch Kenntnisse der rotfigurigen Ikonographie erkennen.